# 紀三井寺運動公園陸上競技場
紀三井寺運動公園陸上競技場（きみいでらうんどうこうえん りくじょうきょうぎじょう）は、和歌山県和歌山市の紀三井寺公園にある陸上競技場。通称紀三井寺陸上競技場。施設は和歌山県が所有し、紀の国はまゆうが指定管理者として運営管理を行っている。

## 歴史
- 1964年4月：「紀三井寺運動公園」内の施設の一つとして完成。
- 1971年：第26回国民体育大会（黒潮国体）を開催。
- 1994年7月9日：日本プロサッカーリーグ（Jリーグ）プレシーズンマッチ・ガンバ大阪 vs 鹿島アントラーズを開催。
- 2002年：2002 FIFAワールドカップに出場するデンマーク代表がキャンプ地として使用。
- 2011年12月 - 2013年3月：改修工事を実施。
- 2013年6月：Jリーグ・ジュビロ磐田がキャンプ地として使用[1]。
- 2017年9月17日：和歌山県内で初のJリーグ公式戦となるJ3リーグ第23節・セレッソ大阪U-23 vs ギラヴァンツ北九州を開催予定だったが、台風18号の接近に伴い中止となった（代替試合は同10月11日にヤンマースタジアム長居で開催）[3]。
- 2024年6月15日：改めて和歌山県内で初のJリーグ公式戦となるJ3リーグ第17節・FC大阪 vs ガイナーレ鳥取が開催され[4]、FC大阪が2-1で勝利した。
- 2025年4月18日：同競技場で2年連続となるJリーグ公式戦となるJ3リーグ第10節・FC大阪VSザスパ群馬が開催され、FC大阪が4-3で逆転勝利を収めた。

## 施設概要
- 日本陸上競技連盟第1種公認競技場[2]

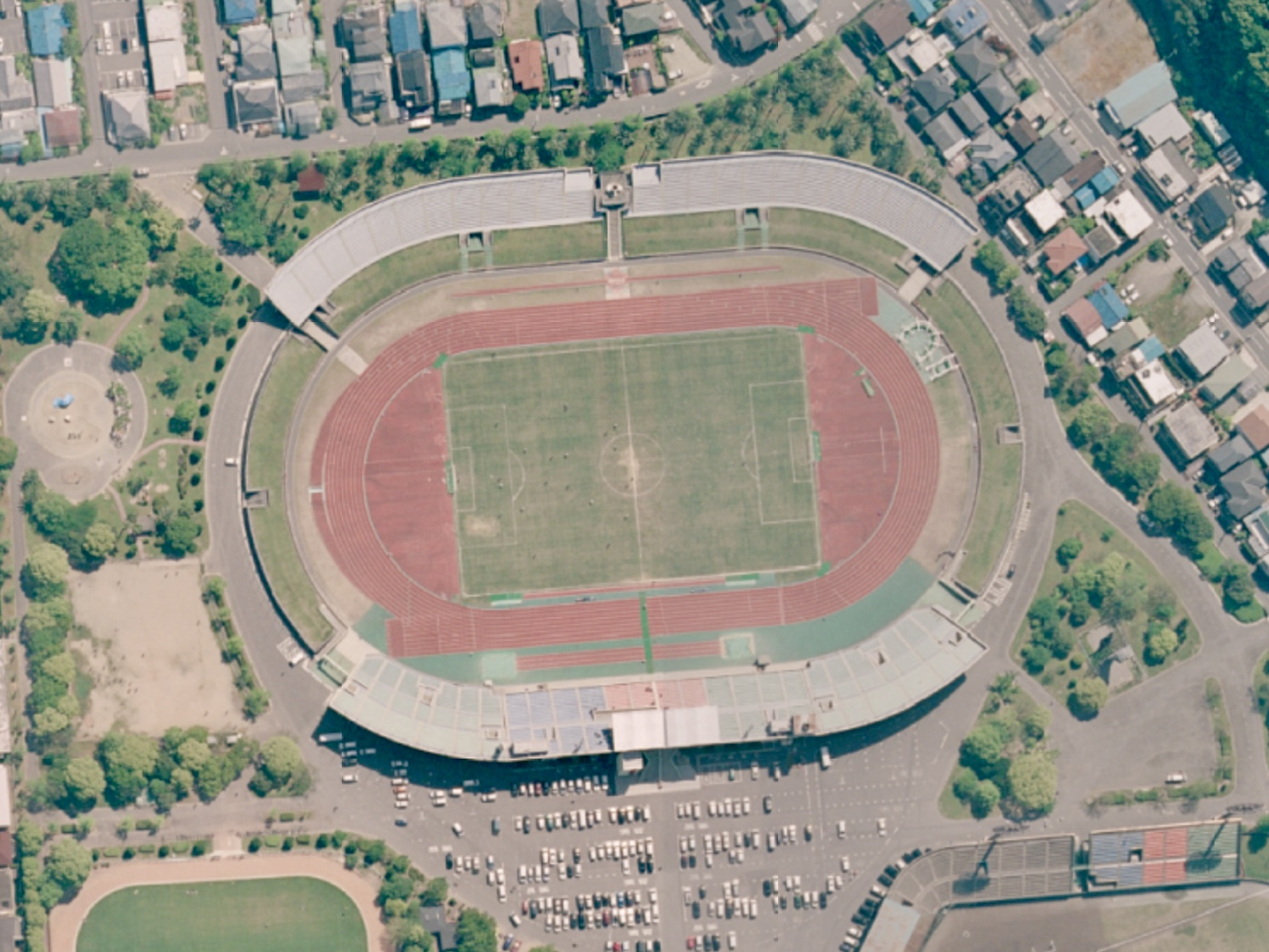
2008年の航空写真（国土地理院作成）

- 1周400m・直線100mトラック9レーン[2]
- 西洋芝フィールド[2]
- 収容人員合計：19,200人[2]
  - メインスタンド（座席）：1,931人[2]
  - サイドスタンド：4,277人[2]
  - バックスタンド（座席）：6,836人[2]
  - 芝生席（バックスタンドの座席下）：5,950人[2]

※Jリーグ・J2基準（座席1万人以上必須）・J3基準（同5000人以上原則必須）充足
- 大型映像装置[2]
- 夜間照明[2]

## 主な大会

### 陸上競技
- 第26回国民体育大会（1971年）
- 日本選抜陸上和歌山GP（4月中旬の土日) 男子十種競技、女子七種競技が実施。
- 平成27年度全国高等学校総合体育大会・近畿総体 陸上競技選手権大会（2015年）
- 第70回国民体育大会開会式・陸上競技・閉会式（2015年）

### その他
- 日本フットボールリーグFC大阪主催試合（2018年9月15日・ヴァンラーレ八戸戦[5]）
- Jリーグ公式戦は上記2017年9月17日に予定されていた「J3リーグ・セレッソ大阪U-23対ギラヴァンツ北九州」が台風のため中止となっており、2019年9月現在では開催履歴がなかったが、2024年6月15日に、FC大阪の本来の本拠地である東大阪市花園ラグビー場が別イベントで使用できなかった関係から、「J3リーグ・FC大阪対ガイナーレ鳥取」が開催され、改めての初開催となった。なおFC大阪の主管試合としては上記のJFL時代の八戸戦以来6年ぶりである。試合は2-1でFC大阪が勝利した。

## アクセス
- 鉄道
  - JR紀勢本線・紀三井寺駅より徒歩約30分
  - JR紀勢本線・海南駅からタクシーで約15分
- バス
  - 南海和歌山市駅、JR和歌山駅から和歌山バスマリーナシティ/海南駅前行きに乗車し、競技場前下車 徒歩約3分
  - 海南駅前から和歌山バス南海和歌山市駅/JR和歌山駅行きに乗車し、競技場前下車 徒歩約3分
- 自動車
  - 阪和道海南インターチェンジから約15分
  - 阪和道和歌山南スマートインターチェンジから約15分

## 公園内その他の施設
- 紀三井寺運動公園野球場
- 紀三井寺運動公園補助競技場
- 紀三井寺運動公園球技場（サッカー、ラグビー、アメリカンフットボール、フィールドホッケー等）
- 紀三井寺運動公園庭球場（テニス）
- 紀三井寺運動公園登はん競技場